# Sánha
Die Sánha sind ein kolumbianisches Indianer-Volk, das im Nordosten der Sierra Nevada de Santa Marta lebt. In der Resguardo Arhuaco von Guatapurí teilen sie ihr Land mit den Kogi, Kankuama und Ika. Das Volk der Sánha umfasst 9.765 Personen, in einem Gebiet von 329.758 ha. Ihre Sprache gehört zur Familie der Chibcha.
Dieser Artikel basiert auf dem Artikel Sánha (Memento vom 1. Juli 2010 im Internet Archive) aus der freien Enzyklopädie Indianer-Wiki (Memento vom 18. März 2010 im Internet Archive) und steht unter Creative Commons by-sa 3.0. Im Indianer-Wiki war eine Liste der Autoren (Memento vom 1. Juli 2007 im Internet Archive) verfügbar.